# Saison NBA 1987-1988
Navigation
Saison 1986-1987 Saison 1988-1989
La saison NBA 1987-1988 est la 39e saison de la NBA (la 42e en comptant les 3 saisons de BAA). Les Lakers de Los Angeles remportent le titre NBA en battant en finale les Pistons de Detroit par 4 victoires à 3. 

## Faits notables
- Le All-Star Game 1988 s'est déroulé au Chicago Stadium à Chicago où l'Est a battu l'Ouest 138-133. Michael Jordan (Bulls de Chicago), devant son public, a été élu Most Valuable Player et a également remporté le Slam Dunk Contest ; il devient le premier à le remporter deux années consécutives.
- Michael Jordan devient le premier joueur à remporter le titre de meilleur marqueur et le titre de NBA Defensive Player of the Year la même saison. Il devient également le seul joueur à remporter à la fois ces deux trophées ainsi que le titre de MVP.
- James Worthy réalise le premier triple-double lors d'un match 7 des Finales NBA (36 points, 11 rebonds, 10 passes décisives).
- La ligue crée quatre nouvelles franchises. Le Heat de Miami et les Hornets de Charlotte débuteront lors de la saison 1988-1989, tandis que le Magic d'Orlando et les Timberwolves du Minnesota débuteront lors de la saison 1989-1990.
- À l'exception du premier tour où ils s'imposent en trois matches, les Lakers de Los Angeles ne disputeront que des tours en sept rencontres jusqu'en finale, battant successivement, le Jazz de l'Utah, les Mavericks de Dallas et enfin les Pistons de Detroit pour conquérir le titre.
- Les Lakers deviennent la première équipe depuis les Celtics de Boston lors de la saison 1968-1969 à conserver leur titre NBA.
- Mark Eaton rejoint Kareem Abdul-Jabbar en remportant son 4e titre de meilleur contreur NBA.

## Classements de la saison régulière
| Champion de division | Qualifié pour les playoffs | Non qualifié pour les playoffs |

### Par division
| Division Atlantique   | V  | D  | PCT  | GB |
| --------------------- | -- | -- | ---- | -- |
| Celtics de Boston     | 57 | 25 | 69.5 | -  |
| Bullets de Washington | 38 | 44 | 46.3 | 43 |
| Knicks de New York    | 38 | 44 | 46.3 | 43 |
| 76ers de Philadelphie | 36 | 46 | 43.9 | 45 |
| Nets du New Jersey    | 19 | 63 | 23.2 | 62 |

| Division Centrale      | V  | D  | PCT  | GB |
| ---------------------- | -- | -- | ---- | -- |
| Pistons de Détroit     | 54 | 28 | 65.9 | -  |
| Bulls de Chicago       | 50 | 32 | 61.0 | 4  |
| Hawks d'Atlanta        | 50 | 32 | 61.0 | 4  |
| Bucks de Milwaukee     | 42 | 40 | 51.2 | 12 |
| Cavaliers de Cleveland | 42 | 40 | 51.2 | 12 |
| Pacers de l'Indiana    | 38 | 44 | 46.3 | 16 |

| Division Midwest     | V  | D  | PCT  | GB |
| -------------------- | -- | -- | ---- | -- |
| Nuggets de Denver    | 54 | 28 | 65.9 | -  |
| Mavericks de Dallas  | 53 | 29 | 64.6 | 1  |
| Jazz de l'Utah       | 47 | 35 | 57.3 | 7  |
| Rockets de Houston   | 46 | 36 | 56.1 | 8  |
| Spurs de San Antonio | 31 | 51 | 37.8 | 23 |
| Kings de Sacramento  | 24 | 58 | 29.3 | 30 |

| Division Pacifique        | V  | D  | PCT  | GB |
| ------------------------- | -- | -- | ---- | -- |
| Lakers de Los Angeles C   | 62 | 20 | 75.6 | -  |
| Trail Blazers de Portland | 53 | 29 | 64.6 | 9  |
| SuperSonics de Seattle    | 44 | 38 | 53.7 | 18 |
| Suns de Phoenix           | 28 | 54 | 34.1 | 34 |
| Warriors de Golden State  | 20 | 62 | 24.4 | 42 |
| Clippers de Los Angeles   | 17 | 65 | 20.7 | 45 |

### Par conférence
| Conférence Est | Conférence Est         | Conférence Est | Conférence Est | Conférence Est |
| No             | Franchise              | Vic.           | Déf.           | PCT            |
| -------------- | ---------------------- | -------------- | -------------- | -------------- |
| 1              | Celtics de Boston      | 57             | 25             | 69.5           |
| 2              | Pistons de Détroit     | 54             | 28             | 65.9           |
| 3              | Bulls de Chicago       | 50             | 32             | 61.0           |
| 4              | Hawks d'Atlanta        | 50             | 32             | 61.0           |
| 5              | Bucks de Milwaukee     | 42             | 40             | 51.2           |
| 6              | Cavaliers de Cleveland | 42             | 40             | 51.2           |
| 7              | Bullets de Washington  | 38             | 44             | 46.3           |
| 8              | Knicks de New York     | 38             | 44             | 46.3           |
|                |                        |                |                |                |
| 9              | Pacers de l'Indiana    | 38             | 44             | 46.3           |
| 10             | 76ers de Philadelphie  | 36             | 46             | 43.9           |
| 11             | Nets du New Jersey     | 19             | 63             | 23.2           |

| Conférence Ouest | Conférence Ouest          | Conférence Ouest | Conférence Ouest | Conférence Ouest |
| No               | Franchise                 | Vic.             | Déf.             | PCT              |
| ---------------- | ------------------------- | ---------------- | ---------------- | ---------------- |
| 1                | Lakers de Los Angeles C   | 62               | 20               | 75.6             |
| 2                | Nuggets de Denver         | 54               | 28               | 65.9             |
| 3                | Mavericks de Dallas       | 53               | 29               | 64.6             |
| 4                | Trail Blazers de Portland | 53               | 29               | 64.6             |
| 5                | Jazz de l'Utah            | 47               | 35               | 57.3             |
| 6                | Rockets de Houston        | 46               | 36               | 56.1             |
| 7                | SuperSonics de Seattle    | 44               | 38               | 53.7             |
| 8                | Spurs de San Antonio      | 31               | 51               | 37.8             |
|                  |                           |                  |                  |                  |
| 9                | Suns de Phoenix           | 28               | 54               | 34.1             |
| 10               | Kings de Sacramento       | 24               | 58               | 29.3             |
| 11               | Warriors de Golden State  | 20               | 62               | 24.4             |
| 12               | Clippers de Los Angeles   | 17               | 65               | 20.7             |

C - Champions NBA

## Playoffs
|  | 1er tour         | 1er tour               | 1er tour              |   |                           | Demi-finales de Conférence | Demi-finales de Conférence | Demi-finales de Conférence |  |   | Finales de Conférence | Finales de Conférence | Finales de Conférence |  |    | Finales NBA        | Finales NBA | Finales NBA |
|  |                  |                        |                       |   |                           |                            |                            |                            |  |   |                       |                       |                       |  |    |                    |             |             |
|  | 1                | Celtics de Boston      | 3                     |   |                           |                            |                            |                            |  |   |                       |                       |                       |  |    |                    |             |             |
|  | 8                | Knicks de New York     | 1                     |   |                           |                            |                            |                            |  |   |                       |                       |                       |  |    |                    |             |             |
|  | 8                | Knicks de New York     | 1                     |   | 1                         | Celtics de Boston          | 4                          |                            |  |   |                       |                       |                       |  |    |                    |             |             |
|  |                  |                        |                       |   | 1                         | Celtics de Boston          | 4                          |                            |  |   |                       |                       |                       |  |    |                    |             |             |
|  |                  | 4                      | Hawks d'Atlanta       | 3 |                           |                            |                            |                            |  |   |                       |                       |                       |  |    |                    |             |             |
|  | 4                | 4                      | Hawks d'Atlanta       | 3 | Hawks d'Atlanta           | 3                          |                            |                            |  |   |                       |                       |                       |  |    |                    |             |             |
|  | 4                |                        |                       |   | Hawks d'Atlanta           | 3                          |                            |                            |  |   |                       |                       |                       |  |    |                    |             |             |
|  | 5                | Bucks de Milwaukee     | 2                     |   |                           |                            |                            |                            |  |   |                       |                       |                       |  |    |                    |             |             |
|  | 5                | Bucks de Milwaukee     | 2                     |   |                           |                            |                            |                            |  | 1 | Celtics de Boston     | 2                     |                       |  |    |                    |             |             |
|  | Conférence Est   |                        |                       |   |                           |                            |                            |                            |  | 1 | Celtics de Boston     | 2                     |                       |  |    |                    |             |             |
|  |                  | 2                      | Pistons de Détroit    | 4 |                           |                            |                            |                            |  |   |                       |                       |                       |  |    |                    |             |             |
|  | 3                | 2                      | Pistons de Détroit    | 4 | Bulls de Chicago          | 3                          |                            |                            |  |   |                       |                       |                       |  |    |                    |             |             |
|  | 3                |                        |                       |   | Bulls de Chicago          | 3                          |                            |                            |  |   |                       |                       |                       |  |    |                    |             |             |
|  | 6                | Cavaliers de Cleveland | 2                     |   |                           |                            |                            |                            |  |   |                       |                       |                       |  |    |                    |             |             |
|  | 6                | Cavaliers de Cleveland | 2                     |   | 3                         | Bulls de Chicago           | 1                          |                            |  |   |                       |                       |                       |  |    |                    |             |             |
|  |                  |                        |                       |   | 3                         | Bulls de Chicago           | 1                          |                            |  |   |                       |                       |                       |  |    |                    |             |             |
|  |                  | 2                      | Pistons de Détroit    | 4 |                           |                            |                            |                            |  |   |                       |                       |                       |  |    |                    |             |             |
|  | 2                | 2                      | Pistons de Détroit    | 4 | Pistons de Détroit        | 3                          |                            |                            |  |   |                       |                       |                       |  |    |                    |             |             |
|  | 2                |                        |                       |   | Pistons de Détroit        | 3                          |                            |                            |  |   |                       |                       |                       |  |    |                    |             |             |
|  | 7                | Bullets de Washington  | 2                     |   |                           |                            |                            |                            |  |   |                       |                       |                       |  |    |                    |             |             |
|  | 7                | Bullets de Washington  | 2                     |   |                           |                            |                            |                            |  |   |                       |                       |                       |  | E2 | Pistons de Détroit | 3           |             |
|  |                  |                        |                       |   |                           |                            |                            |                            |  |   |                       |                       |                       |  | E2 | Pistons de Détroit | 3           |             |
|  |                  | O1                     | Lakers de Los Angeles | 4 |                           |                            |                            |                            |  |   |                       |                       |                       |  |    |                    |             |             |
|  | 1                | O1                     | Lakers de Los Angeles | 4 | Lakers de Los Angeles     | 3                          |                            |                            |  |   |                       |                       |                       |  |    |                    |             |             |
|  | 1                |                        |                       |   | Lakers de Los Angeles     | 3                          |                            |                            |  |   |                       |                       |                       |  |    |                    |             |             |
|  | 8                | Spurs de San Antonio   | 0                     |   |                           |                            |                            |                            |  |   |                       |                       |                       |  |    |                    |             |             |
|  | 8                | Spurs de San Antonio   | 0                     |   | 1                         | Lakers de Los Angeles      | 4                          |                            |  |   |                       |                       |                       |  |    |                    |             |             |
|  |                  |                        |                       |   | 1                         | Lakers de Los Angeles      | 4                          |                            |  |   |                       |                       |                       |  |    |                    |             |             |
|  |                  | 5                      | Jazz de l'Utah        | 3 |                           |                            |                            |                            |  |   |                       |                       |                       |  |    |                    |             |             |
|  | 4                | 5                      | Jazz de l'Utah        | 3 | Trail Blazers de Portland | 1                          |                            |                            |  |   |                       |                       |                       |  |    |                    |             |             |
|  | 4                |                        |                       |   | Trail Blazers de Portland | 1                          |                            |                            |  |   |                       |                       |                       |  |    |                    |             |             |
|  | 5                | Jazz de l'Utah         | 3                     |   |                           |                            |                            |                            |  |   |                       |                       |                       |  |    |                    |             |             |
|  | 5                | Jazz de l'Utah         | 3                     |   |                           |                            |                            |                            |  | 1 | Lakers de Los Angeles | 4                     |                       |  |    |                    |             |             |
|  | Conférence Ouest |                        |                       |   |                           |                            |                            |                            |  | 1 | Lakers de Los Angeles | 4                     |                       |  |    |                    |             |             |
|  |                  | 3                      | Mavericks de Dallas   | 3 |                           |                            |                            |                            |  |   |                       |                       |                       |  |    |                    |             |             |
|  | 3                | 3                      | Mavericks de Dallas   | 3 | Mavericks de Dallas       | 3                          |                            |                            |  |   |                       |                       |                       |  |    |                    |             |             |
|  | 3                |                        |                       |   | Mavericks de Dallas       | 3                          |                            |                            |  |   |                       |                       |                       |  |    |                    |             |             |
|  | 6                | Rockets de Houston     | 1                     |   |                           |                            |                            |                            |  |   |                       |                       |                       |  |    |                    |             |             |
|  | 6                | Rockets de Houston     | 1                     |   | 2                         | Nuggets de Denver          | 2                          |                            |  |   |                       |                       |                       |  |    |                    |             |             |
|  |                  |                        |                       |   | 2                         | Nuggets de Denver          | 2                          |                            |  |   |                       |                       |                       |  |    |                    |             |             |
|  |                  | 3                      | Mavericks de Dallas   | 4 |                           |                            |                            |                            |  |   |                       |                       |                       |  |    |                    |             |             |
|  | 2                | 3                      | Mavericks de Dallas   | 4 | Nuggets de Denver         | 3                          |                            |                            |  |   |                       |                       |                       |  |    |                    |             |             |
|  | 2                |                        |                       |   | Nuggets de Denver         | 3                          |                            |                            |  |   |                       |                       |                       |  |    |                    |             |             |
|  | 7                | SuperSonics de Seattle | 2                     |   |                           |                            |                            |                            |  |   |                       |                       |                       |  |    |                    |             |             |

## Leaders de la saison régulière
| Catégorie                  | Joueur         | Équipe               | Statistiques |
| -------------------------- | -------------- | -------------------- | ------------ |
| Points par match           | Michael Jordan | Chicago Bulls        | 35,0         |
| Rebonds par match          | Michael Cage   | Los Angeles Clippers | 13,0         |
| Passes décisives par match | John Stockton  | Utah Jazz            | 13,8         |
| Interceptions par match    | Michael Jordan | Chicago Bulls        | 3,2          |
| Contres par match          | Mark Eaton     | Utah Jazz            | 3,8          |
| % aux tirs                 | Kevin McHale   | Celtics de Boston    | 60,4         |
| % aux lancers-francs       | Jack Sikma     | Milwaukee Bucks      | 92,2         |
| % à 3-points               | Craig Hodges   | Milwaukee Bucks      | 49,2         |

## Récompenses individuelles
- Most Valuable Player : Michael Jordan, Chicago Bulls
- Rookie of the Year : Mark Jackson, Knicks de New York
- Defensive Player of the Year : Michael Jordan, Chicago Bulls
- Sixth Man of the Year: : Roy Tarpley, Dallas Mavericks
- Most Improved Player : Kevin Duckworth, Portland Trail Blazers
- Coach of the Year : Doug Moe, Denver Nuggets
- Executive of the Year : Stan Kasten, Hawks d'Atlanta
- J.Walter Kennedy Sportsmanship Award : Alex English, Denver Nuggets

- All-NBA First Team :
  - F - Larry Bird, Celtics de Boston
  - F - Charles Barkley, Philadelphia 76ers
  - C - Hakeem Olajuwon, Houston Rockets
  - G - Michael Jordan, Chicago Bulls
  - G - Magic Johnson, Los Angeles Lakers

- All-NBA Second Team :
  - F - Karl Malone, Utah Jazz
  - F - Dominique Wilkins, Hawks d'Atlanta
  - C - Patrick Ewing, Knicks de New York
  - G - Clyde Drexler, Portland Trail Blazers
  - G - John Stockton, Utah Jazz

- NBA All-Rookie Team
  - Derrick McKey, Seattle SuperSonics
  - Cadillac Anderson, San Antonio Spurs
  - Mark Jackson, Knicks de New York
  - Kenny Smith, Sacramento Kings
  - Armen Gilliam, Phoenix Suns

- NBA All-Defensive First Team :
  - Kevin McHale, Celtics de Boston
  - Rodney McCray, Houston Rockets
  - Hakeem Olajuwon, Houston Rockets
  - Michael Cooper, Los Angeles Lakers
  - Michael Jordan, Chicago Bulls

- NBA All-Defensive Second Team :
  - Buck Williams, New Jersey Nets
  - Karl Malone, Utah Jazz
  - Mark Eaton, Utah Jazz (ex aequo)
  - Patrick Ewing, Knicks de New York (ex aequo)
  - Alvin Robertson, San Antonio Spurs
  - Fat Lever, Denver Nuggets

- MVP des Finales : James Worthy, Los Angeles Lakers